# Requin des Galápagos
Vous lisez un « bon article » labellisé en 2015.
Carcharhinus galapagensis
Espèce
Statut de conservation UICN

 LC  : Préoccupation mineure
Le Requin des Galápagos, Carcharhinus galapagensis, est une espèce de requins de la famille des Carcharhinidae, que l'on peut rencontrer dans les trois principaux bassins océaniques. Il affectionne principalement les environnements récifaux clairs autour des îles océaniques, où il est souvent une des espèces de requins les plus abondantes. C'est une espèce de grande taille qui atteint fréquemment 3 m. Le Requin des Galápagos a la forme fusiforme typique des requins des récifs, et il ressemble fortement au Requin requiem de sable (C. obscurus) et au Requin gris de récif (C. amblyrhynchos). Il s'en distingue notamment par sa grande première nageoire dorsale, qui a une pointe légèrement arrondie et est implantée au niveau des extrémités arrière des nageoires pectorales.
Les Requins des Galápagos sont des prédateurs actifs souvent rencontrés en grands groupes. Ils se nourrissent principalement de poissons osseux benthiques et de céphalopodes. Les grands individus ont une alimentation beaucoup plus variée, et consomment d'autres requins, des iguanes marins, des otaries et même des ordures. Comme les autres requins de sa famille, cette espèce est vivipare et les femelles donnent naissance à des portées comprenant entre 4 et 16 jeunes tous les 2 à 3 ans. Les jeunes ont tendance à rester dans l'eau peu profonde pour éviter la prédation par les adultes. Les Requins des Galápagos sont audacieux et ont un comportement agressif envers l'homme, et sont donc considérés comme dangereux. L'Union internationale pour la conservation de la nature (UICN) a évalué cette espèce comme quasi menacée, car elle a un taux de reproduction lent et il y a une forte pression de pêche à travers son aire de répartition.

## Description

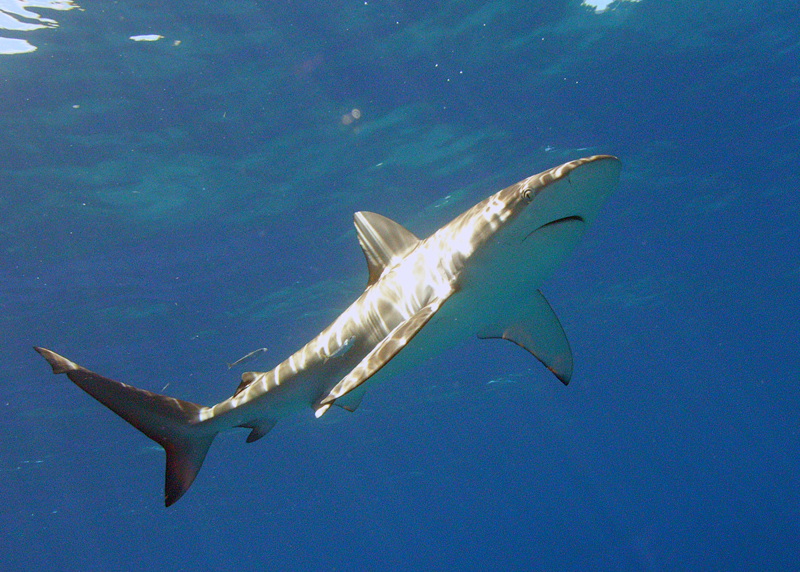
Le Requin des Galápagos est difficile à distinguer d'autres grandes espèces de requins de la famille des Carcharhinidae.

Le Requin des Galápagos est une des plus grandes espèces de son genre, et il atteint généralement 3 m de long. La longueur maximale est probablement de 3,3 m ; l'observation d'un requin d'une longueur de 3,7 m a été contestée par plusieurs auteurs. Le poids maximal enregistré est de 195 kg pour une femelle de 3 m de long,. Cette espèce a un corps svelte et fuselé, typique des requins de la famille des Carcharhinidae. Son museau est large et arrondi, avec des rabats de peau placés antérieurement dans les narines. Les yeux sont ronds et de taille moyenne. La bouche contient généralement 14 rangées de dents (entre 13 et 15) de chaque côté des deux mâchoires, plus une dent à la symphyse. Les dents supérieures sont robustes et de forme triangulaire, tandis que les dents inférieures sont plus étroites. Les deux types de dents ont des bords dentelés.
La première nageoire dorsale est longue et modérément falciforme, et elle prend naissance au niveau des extrémités arrière des nageoires pectorales. Elle est suivie par une crête médiane faible qui se poursuit jusqu'à la deuxième nageoire dorsale. Celle-ci est implantée au-dessus de la nageoire anale. Les nageoires pectorales sont grandes avec une extrémité pointue. La couleur est gris brunâtre dessus et blanc dessous, avec une bande blanche sur les côtés. Les bords des nageoires sont plus sombres, mais ne portent pas de marques bien visibles. Le Requin des Galápagos peut être différencié du Requin requiem de sable par ses nageoires dorsales plus grandes et ses grandes dents, et du Requin gris de récif par son corps moins trapu et sa première nageoire dorsale moins pointue. Toutefois, ces caractères peuvent être difficiles à discerner dans la nature. Ces espèces similaires ont également un nombre de vertèbres différent avant la queue : 58 pour le Requin des Galápagos, 86 à 97 chez le Requin requiem de sable et 110 à 119 pour le Requin gris de récif,.

## Biologie et écologie

### Comportement

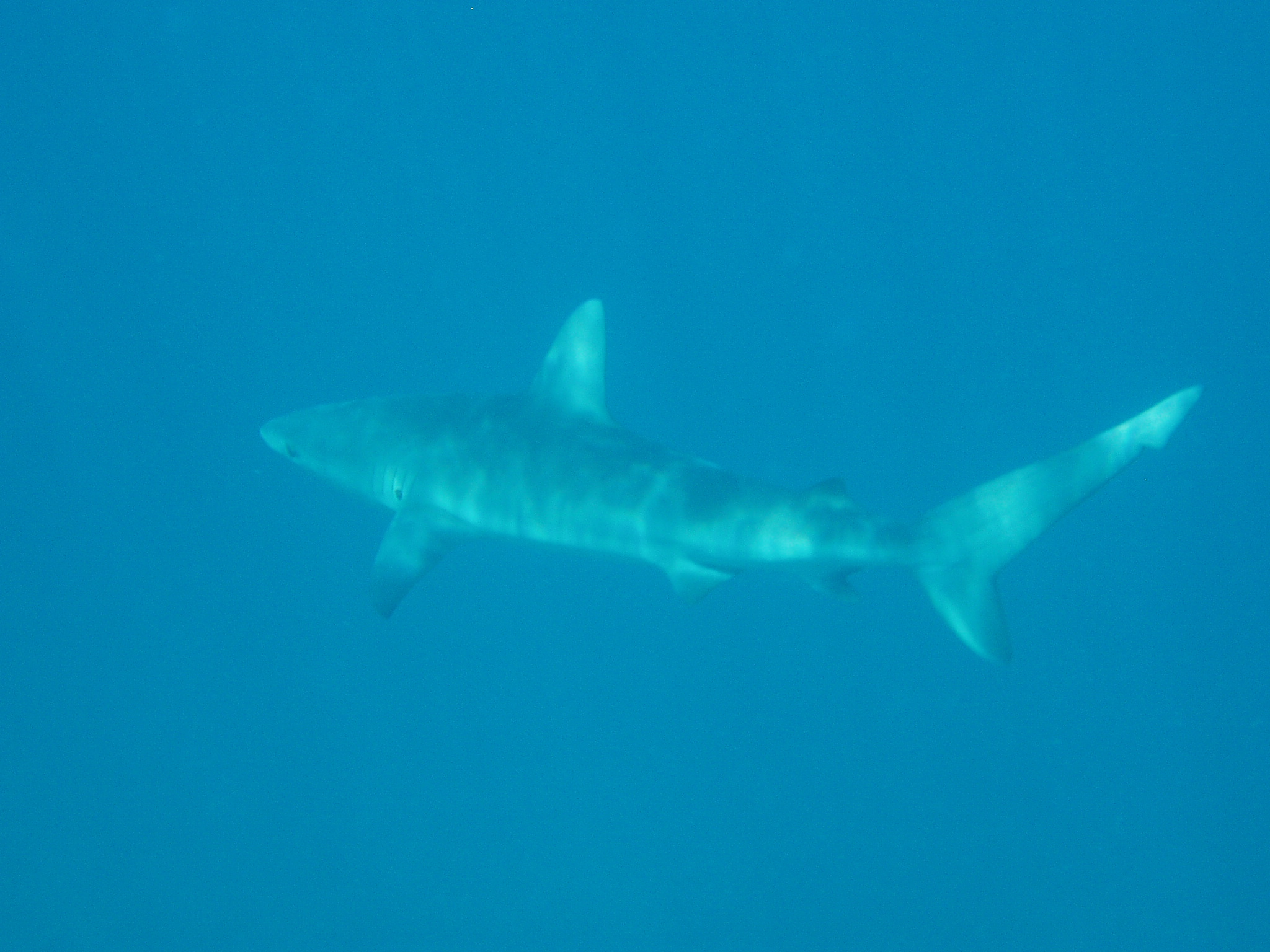
Un Requin des Galápagos au large de l'atoll de Kure dans l'archipel d'Hawaï.

Le Requin des Galápagos est souvent le requin le plus abondant dans les eaux peu profondes des îles. Dans leur description originale de cette espèce, Snodgrass et Heller notaient que leur goélette leur avait permis de voir plusieurs centaines de requins adultes, et que des milliers de requins supplémentaires pouvaient certainement être vus dans l'eau. Aux alentours de l'île isolée des rochers de Saint-Pierre et Saint-Paul, le long de la dorsale médio-atlantique, les Requins des Galápagos locaux ont été décrits comme « l'une des populations les plus denses de requins de l'océan Atlantique ». Par endroits, ils forment de grands rassemblements, bien que l'on ne puisse pas parler de bancs.
Lorsqu'ils vivent avec d'autres requins, les Requins des Galápagos sont dominants sur les Requins bordés (C. limbatus) mais s'inclinent devant les Requins pointe blanche (C. albimarginatus), de taille égale mais plus agressifs. Lorsqu'il est exposé à une menace ou coincé, le Requin des Galápagos peut prendre une posture d'intimidation similaire à celle du Requin gris de récif, nageant avec des mouvements exagérés en cambrant le dos, abaissant les nageoires pectorales, gonflant ses branchies et laissant sa mâchoire béante. Le requin peut également balancer sa tête d'un côté à l'autre, de manière à maintenir ce qu'il perçoit comme une menace dans son champ de vision.

### Alimentation

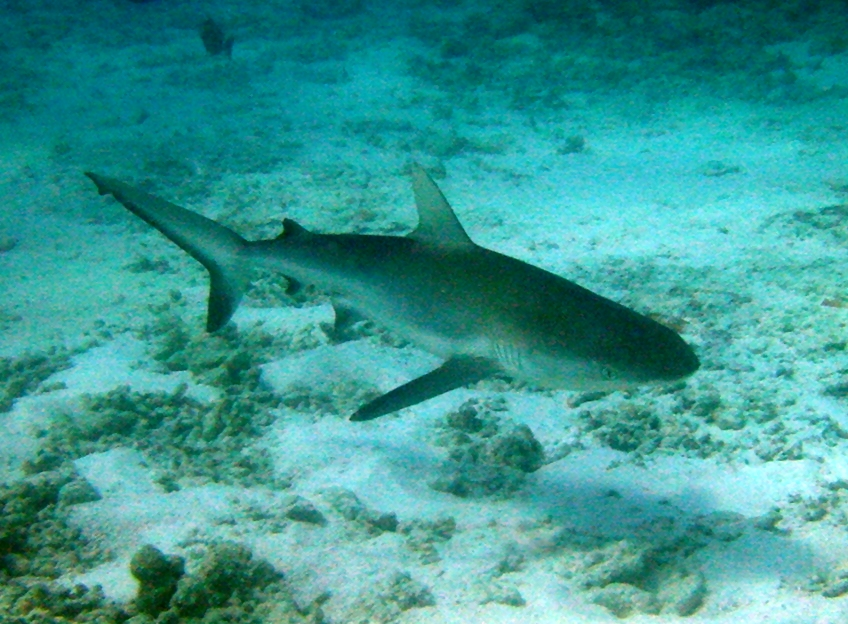
Le Requin des Galápagos chasse généralement vers le fond marin.

Le Requin des Galápagos se nourrit principalement de poissons osseux benthiques (comme les anguilles, les Serranidae, les Pleuronectiformes et les balistes) et de poulpes. Ils ont également l'occasion de capturer des proies vivant plus près de la surface comme les maquereaux, les poissons volants et les calmars. Au fur et à mesure que les requins grandissent, ils consomment de plus en plus d'élasmobranches (raies et requins plus petits, voire des jeunes de sa propre espèce) et de crustacés, ainsi que des éléments non digestibles tels que les feuilles, des coraux, des pierres et des déchets,. Au large des îles Galápagos, cette espèce a été observée attaquant des Otaries des Galápagos ainsi que des Iguanes marins. Alors qu'il collectait des poissons sur l'île de Clipperton en 1963, Limbaugh constate que des jeunes Requins des Galápagos ont encerclé le bateau, plusieurs requins se précipitant sur à peu près tout ce qui tombait à l'eau et s'attaquant au fond du bateau, aux avirons, et aux bouées de marquage. Les requins n'ont pas été repoussés par la roténone (une toxine de poisson) ou le répulsif à requin et certains ont suivi le bateau dans des eaux si peu profondes que leurs dos étaient émergés.

### Cycle de vie
Comme les autres requins de la famille des Carcharhinidae, le Requin des Galápagos est vivipare ; après que les embryons en développement ont épuisé leur réserve en vitellus, le sac vitellin vide se développe en une connexion avec le placenta qui permet à l'embryon d'être nourri par sa mère. Les femelles mettent bas une fois tous les 2 à 3 ans. L'accouplement a lieu de janvier à mars, et des cicatrices apparaissent alors sur les femelles, dues aux morsures faites par les mâles pendant la parade. La période de gestation dure environ un an, et le printemps suivant celui de l'accouplement, les femelles se dirigent vers les zones de reproduction peu profondes et donnent naissance à plusieurs jeunes requins (de 4 à 16 individus). La taille de ceux-ci à la naissance se situe entre 61 et 80 cm, mais des observations de jeunes ne mesurant que 57 cm de long dans le Pacifique Est donnent à penser que la taille à la naissance varie géographiquement. Les jeunes requins restent dans l'eau peu profonde pour éviter la prédation des grands adultes. Les mâles atteignent la maturité sexuelle quand ils mesurent de 2,1 à 2,5 m de long vers 6-8 ans, alors que les femelles l'atteignent entre 2,2 et 2,5 m, à l'âge de 7-9 ans. Mâles comme femelles ne se reproduisent pas avant l'âge de 10 ans. Cette espèce a une longévité d'au moins de 24 ans.

### Parasites
Parmi les parasites connus du Requin des Galápagos, on recense le cestode Dermophthirius carcharhini, qui s'attache à la peau du requin. On a observé une fois une Carangue bleue (Caranax melampygus) se frottant contre la peau rugueuse d'un Requin des Galápagos pour se débarrasser des parasites.

## Distribution et habitat

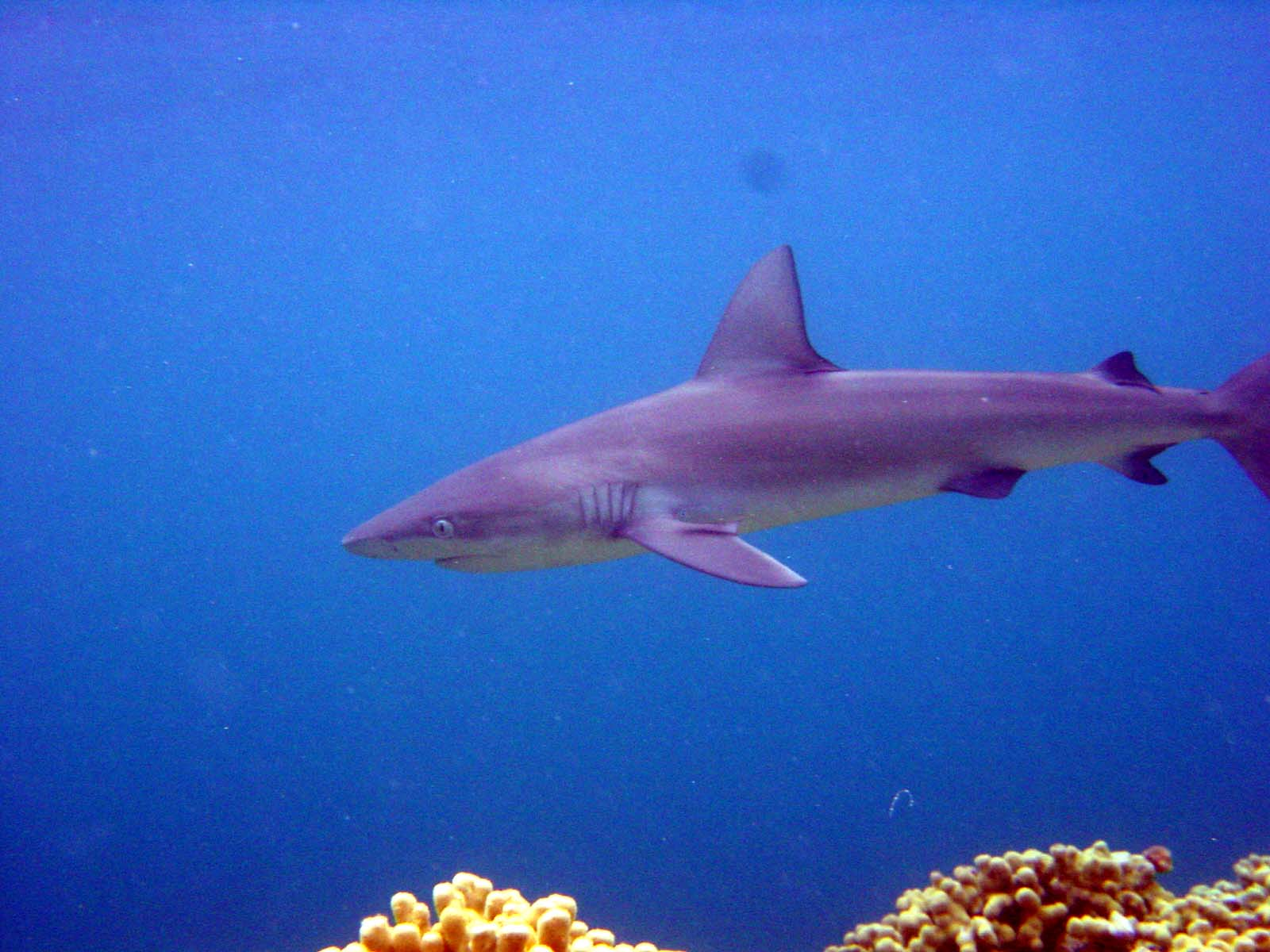
Les Requins des Galápagos sont communs dans les récifs des îles océaniques.

Le Requin des Galápagos vit principalement au large des îles océaniques tropicales. Dans l'océan Atlantique, on le rencontre autour des Bermudes, des îles Vierges, de Madère, du Cap-Vert, de l'île de l'Ascension, de Sainte-Hélène et de São Tomé. Dans l'océan Indien, il vit au large du sud de Madagascar. Dans l'océan Pacifique, on le trouve autour de l'île de Lord Howe, des îles Mariannes, des îles Marshall, des îles Kermadec, de Tupai, de l'archipel des Tuamotu, d'Hawaï, des îles Galápagos, de l'île Cocos, des îles Revillagigedo, de l'île de Clipperton et de Malpelo. Quelques observations de cette espèce dans les eaux continentales au large de la péninsule ibérique, à Baja California, au Guatemala, en Colombie et dans l'est de l'Australie ont été rapportées.
Les Requins des Galápagos vivent généralement sur les plateaux continentaux et insulaires près de la côte, préférant les habitats de récifs escarpés avec de l'eau claire et des courants convergents forts,. Ils sont également connus pour se rassembler autour des îlots et des monts sous-marins rocheux. Cette espèce est capable de traverser les eaux libres de l'océan entre les îles et a été observée à au moins 50 kilomètres des terres. Les jeunes s'aventurent rarement à des profondeurs supérieures à 25 m, tandis que les adultes ont été signalés à une profondeur de 180 m.

## Taxonomie et phylogénie
Le Requin des Galápagos a été initialement décrit sous le nom Carcharias galapagensis par Robert Evans Snodgrass et Edmund Heller en 1905. D'autres auteurs ont ultérieurement déplacé cette espèce dans le genre Carcharhinus. L'holotype était un fœtus de 65 cm de long provenant des îles Galápagos, d'où l'épithète spécifique galapagensis est tiré,.
Jack Garrick (1982) a placé le Requin des Galápagos et le Requin requiem de sable au centre du « groupe de C. obscurus », un des deux principaux groupes au sein du genre Carcharhinus. Le groupe était composé du Requin babosse (C. altimus), du Requin de récif (C. perezi), du Requin gris (C. plumbeus), du Requin requiem de sable (C. obscurus), et du Requin longimane (C. longimanus), tous de grands requins à dents triangulaires et comportant une crête entre les deux nageoires dorsales. À partir de données sur les allozymes, Naylor (1992) a confirmé la validité de ce groupe, y ajoutant le Requin soyeux (C. falciformis) et le Requin bleu (Prionace glauca). Les plus proches apparentés du Requin des Galápagos sont le Requin requiem de sable, le Requin longimane et le Requin bleu.

## Relations avec l'homme

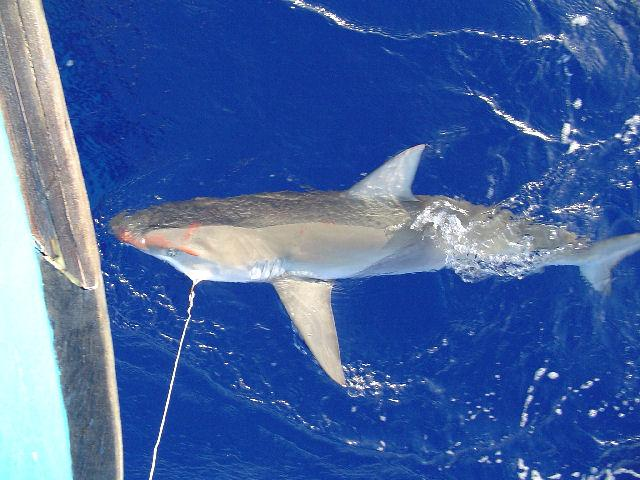
Requin des Galápagos pris à une ligne d'un pêcheur à Hawaii.

Curieux et insistant, le Requin des Galápagos est considéré comme potentiellement dangereux pour l'homme et la plongée sans protection n'est pas souhaitable dans les zones où il est abondant. Il est connu pour approcher près de nageurs, s'intéressant à leurs palmes ou leurs mains, et ils sont attirés en grand nombre par les activités de pêche. Fitzroy (1839) a observé au large des rochers de Saint-Pierre et Saint-Paul que « dès qu'un poisson était capturé, une ruée de requins voraces se jetait sur lui, malgré les coups de rames et de gaffes, les monstres voraces ne pouvaient pas être dissuadés de saisir et enlever plus de la moitié des poissons qui ont été pris ». Limbaugh (1963 ) lorsqu'il était au large de l'île de Clipperton, indique qu' « au début, les petits requins tournaient à distance, mais qu'ils se sont peu à peu approchés et sont devenus plus agressifs… diverses méthodes populaires pour repousser les requins ayant échoué ». La situation a finalement dégénéré au point où les plongeurs ont dû se retirer de l'eau Des Requins des Galápagos excités par la nourriture ne sont pas faciles à dissuader : lorsque l'on en repousse un physiquement, il revient aussitôt en incitant les autres à le suivre, et l'utilisation d'armes peut conduire à une frénésie alimentaire. En 2008, on recensait deux attaques attribuées au Requin des Galápagos, une attaque mortelle dans les îles Vierges et une seconde, non mortelle, au large des Bermudes,,.
L'Union internationale pour la conservation de la nature (UICN) a évalué le requin des Galápagos comme quasi menacé, car son faible taux de reproduction limite sa capacité à résister à la baisse de sa population. Il n'existe pas de données spécifiques sur sa pêche, mais cette espèce est certainement capturée par la pêche commerciale opérant dans de nombreuses parties de son aire de répartition. Sa viande est réputée d'excellente qualité. Alors qu'il est encore commun dans des régions comme Hawaï, le Requin des Galápagosa a peut-être disparu de différentes zones à travers l'Amérique centrale, et sa distribution fragmentée indique que d'autres populations régionales sont menacées. Les populations des îles Kermadec et Galápagos sont protégées au sein de réserves marines.